# Mukařov (okres Mladá Boleslav)
Mukařov je obec v okrese Mladá Boleslav ve Středočeském kraji. Rozkládá se asi dvacet kilometrů severně od Mladé Boleslavi a osm kilometrů severozápadně od města Mnichovo Hradiště. V obci, včetně částí Borovice a Vicmanov, žije 212 obyvatel.

## Název
Název vesnice je odvozen buď z označení osoby způsobující muka, nebo od slova múka, tj. mouka. V písemných pramenech se název vsi objevuje ve tvarech: Mukorzow (1352), Mukarzow (1369–1399), Mukarzyew (1400), v Mukařově (1501), Mukarzow (1556), Mukarzowie (1582), „půl vsi Mukarziowa“ (1612).

## Historie
První písemná zmínka o vesnici pochází z roku 1352.

### Územněsprávní začlenění
Dějiny územněsprávního začleňování zahrnují období od roku 1850 do současnosti. V chronologickém přehledu je uvedena územně administrativní příslušnost obce v roce, kdy ke změně došlo:
- 1850 země česká, kraj Jičín, politický okres Mladá Boleslav, soudní okres Mnichovo Hradiště[6]
- 1855 země česká, kraj Mladá Boleslav, soudní okres Mnichovo Hradiště[6]
- 1868 země česká, politický i soudní okres Mnichovo Hradiště[6]
- 1939 země česká, Oberlandrat Jičín, politický i soudní okres Mnichovo Hradiště[7]
- 1942 země česká, Oberlandrat Praha, politický okres Mladá Boleslav, soudní okres Mnichovo Hradiště[8]
- 1945 země česká, správní i soudní okres Mnichovo Hradiště[9]
- 1949 Liberecký kraj, okres Mnichovo Hradiště[10]
- 1960 Středočeský kraj, okres Mladá Boleslav[11]

### Rok 1932
Ve vsi Mukařov s 598 obyvateli v roce 1932 byly evidovány tyto úřady, živnosti a obchody: katolický kostel, tři družstva pro rozvod elektrické energie, čtyři hostince, kolář, dva kováři, tři mlýny, pekař, dvě pily, dva řezníci, pět obchodů se smíšeným zbožím, spořitelní a záložní spolek, tři trafiky, dva truhláři.

## Části obce
- Mukařov
- Borovice
- Vicmanov

## Doprava
Obcí prochází silnice III. třídy. Železniční trať ani stanice na území obce nejsou. Nejblíže obci je železniční stanice Mnichovo Hradiště ve vzdálenosti 6 km ležící na trati Praha–Turnov. V obci zastavovaly v pracovních dnech května 2011 autobusové linky Mnichovo Hradiště – Jivina – Cetenov,Hrubý Lesnov (dva spoje tam i zpět) a Mnichovo Hradiště – Mukařov,Vicmanov (čtyři spoje tam i zpět).

## Pamětihodnosti
- Kostel svatého Vavřince na návsi